# Attaccapanni (astronomia)
L'Attaccapanni (in inglese Coat Hanger, noto anche con la sigla Cr 399) è un brillante asterismo visibile nella costellazione della Volpetta; a differenza di quanto creduto inizialmente, non si tratterebbe di un ammasso aperto.

## Osservazione
È un oggetto celeste dalla forma caratteristica, visibile anche ad occhio nudo; si trova in direzione della Via Lattea, all'interno dell'asterismo del Triangolo Estivo. Un binocolo di piccole dimensioni già risolve completamente il gruppo, che presenta una sequenza di sei stelle disposte in senso est-ovest, con quattro stelle disposte a forma di gancio nella parte meridionale. La stella più luminosa è la 4 Vulpeculae, di magnitudine 5,14. Un ingrandimento superiore non consente di osservare appieno l'oggetto, che appare troppo grande, ma permette invece di rivelare un piccolo ammasso aperto nella parte orientale dell'allineamento, noto come NGC 6802.

## Storia delle osservazioni

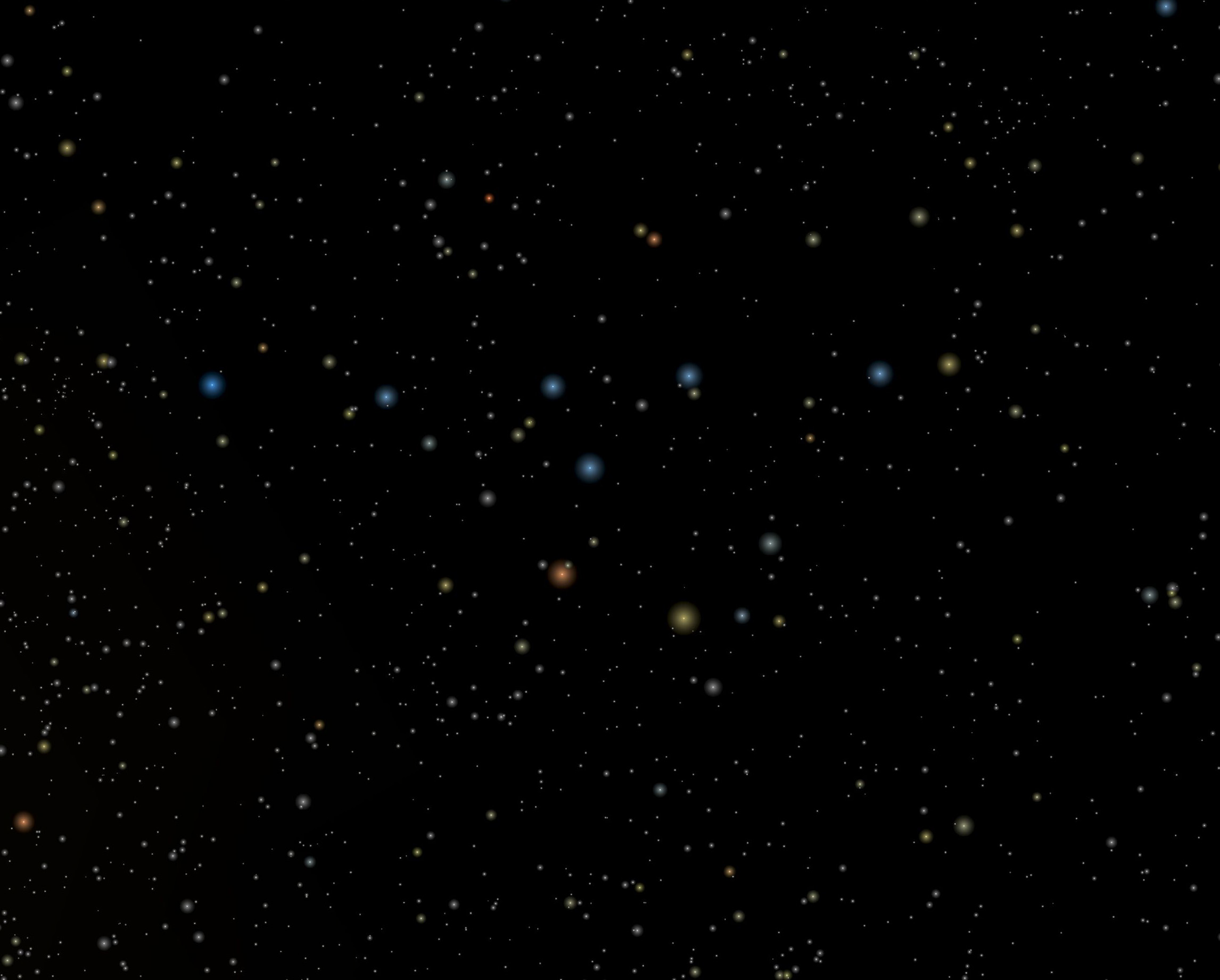
Cr 399 come appare in un piccolo strumento.

L'ammasso fu osservato e descritto per la prima volta dall'astronomo arabo Al Sufi nel X secolo; non fu però riportato né dal Messier, né da William Herschel, né tantomeno dal catalogo NGC, probabilmente perché non veniva considerato un ammasso a tutti gli effetti, data la sua notevole estensione apparente, ma un semplice asterismo. Il primo a catalogarlo fu Per Collinder, che lo inserì nel suo catalogo nel 1931.

## Caratteristiche
Uno studio condotto nel 1970 ha rivelato che in realtà solo sei delle stelle di questo gruppo mostrerebbero un certo legame fisico, ossia farebbero parte di un ammasso aperto; le altre appaiono in quest'area solo per un effetto di prospettiva. In seguito, ulteriori studi a partire dal 1998 hanno chiarito che l'oggetto in realtà è un semplice asterismo, ossia che nessuna delle sue componenti sarebbe legata da interazioni gravitazionali; questi studi si sono basati sulla determinazione della parallasse e del moto proprio fornite dal satellite Hipparcos pubblicati nel 1997.

### Opere generali
- (EN) Stephen James O'Meara, Deep Sky Companions: Hidden Treasures, Cambridge University Press, 2007, ISBN 88-491-1832-5.
- Cragin, Murray; Lucyk, James; & Rappaport, Barry (1993). The Deep Sky Field Guide to Uranometria 2000.0 (1st ed). Richmond, VA: Willmann-Bell. ISBN 0-943396-38-7
- Skiff, Brian (January, 1998). "Brocchi's Cluster Revealed". Sky and Telescope, p. 65-67
- A. De Blasi, Le stelle: nascita, evoluzione e morte, Bologna, CLUEB, 2002, ISBN 88-491-1832-5.

### Carte celesti
- Tirion, Rappaport, Lovi, Uranometria 2000.0 - Volume I - The Northern Hemisphere to -6°, Richmond, Virginia, USA, Willmann-Bell, inc., 1987, ISBN 0-943396-14-X.
- Tirion, Sinnott, Sky Atlas 2000.0, 2ª ed., Cambridge, USA, Cambridge University Press, 1998, ISBN 0-933346-90-5.
- Tirion, The Cambridge Star Atlas 2000.0, 3ª ed., Cambridge, USA, Cambridge University Press, 2001, ISBN 0-521-80084-6.